# Аул имени Абжапара Жилкишиева
имени Абжапара Жилкишиева (каз. Абжапар Жылқышиев ат.а., до 199? г. - Кызылту) — аул в Рыскуловском районе Жамбылской области Казахстана. Входит в состав Орнекского сельского округа. Код КАТО — 315051200.

## Население
В 1999 году население аула составляло 682 человека (346 мужчин и 336 женщин). По данным переписи 2009 года, в ауле проживали 533 человека (261 мужчина и 272 женщины).